# One Fierce Beer Coaster
One Fierce Beer Coaster è il secondo album in studio del gruppo musicale statunitense Bloodhound Gang, pubblicato per la Republic Records il 3 dicembre 1996.

## Tracce
1. Kiss Me Where It Smells Funny – 3:08
2. Lift Your Head Up High (And Blow Your Brains Out) – 4:58
3. Fire Water Burn – 4:54
4. I Wish I Was Queer So I Could Get Chicks – 3:49
5. Why's Everybody Always Pickin' On Me? – 3:22
6. It's Tricky – 2:37
7. Asleep at the Wheel – 4:05
8. Shut Up – 3:15
9. Your Only Friends Are Make Believe – 7:02
10. Boom (feat. Vanilla Ice) – 4:06
11. Going Nowhere Slow – 4:22
12. Reflections of Remoh – 0:53
13. Fire Water Burn (Donkey Version) – 4:10
14. Fire Water Burn (Jim Makin' Jamaican Mix) – 5:00

## Formazione
- Jimmy Pop – voce, chitarra, tastiere, campionatore, produzione
- Lüpüs Thünder – chitarra, programmazione
- Spanky G – batteria
- Evil Jared – basso
- DJ Q-Ball – voce, giradischi, tastiere, programmazione